# La Guiche
La Guiche är en kommun i departementet Saône-et-Loire i regionen Bourgogne-Franche-Comté i östra Frankrike. Kommunen ligger i kantonen La Guiche som tillhör arrondissementet Charolles. År 2022 hade La Guiche 598 invånare.

## Befolkningsutveckling
Antalet invånare i kommunen La Guiche
| Referens: INSEE |